# Aeroporto di Gerusalemme

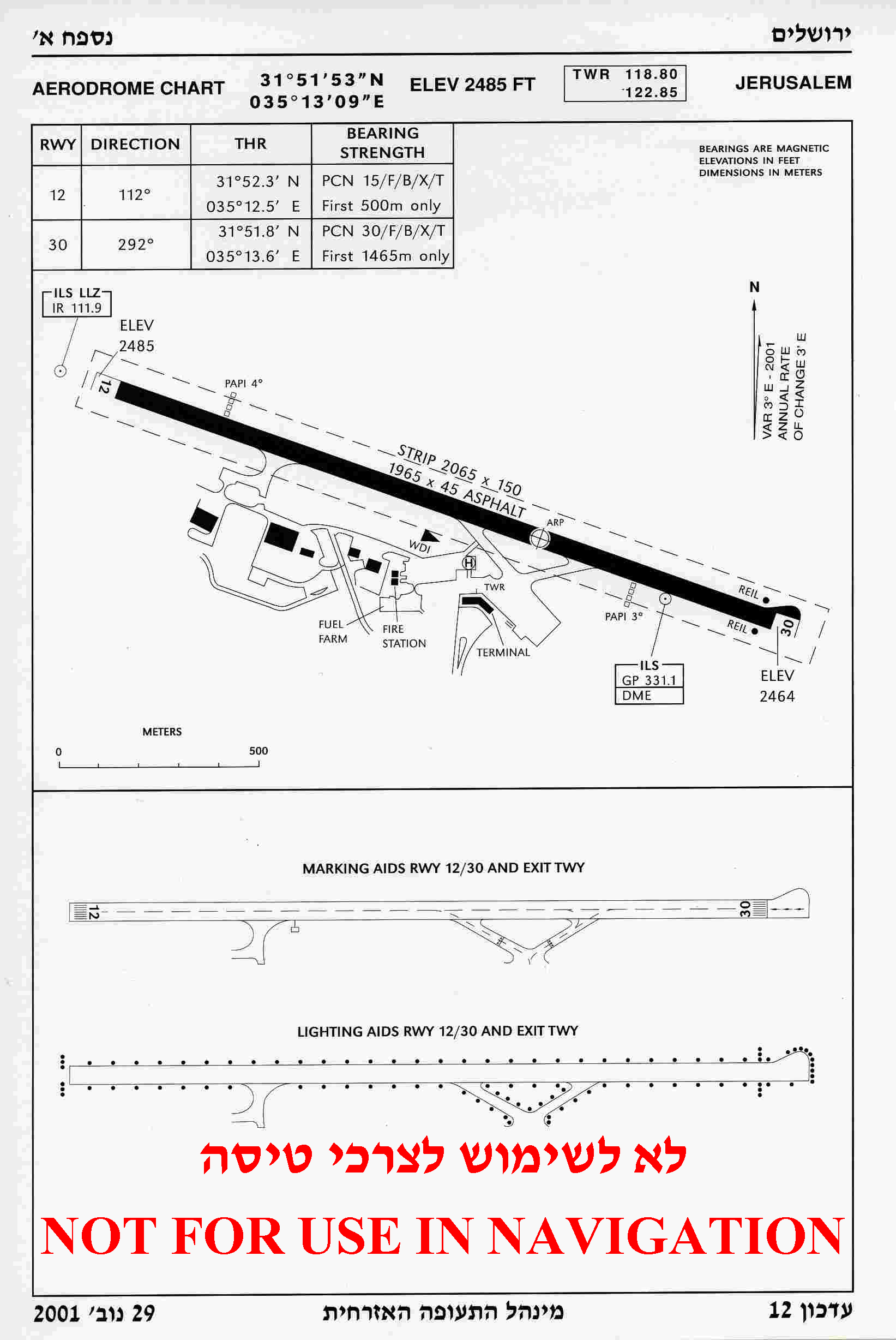
Mappa dello scalo.

L'Aeroporto di Gerusalemme (IATA: JRS, ICAO: LLJR, OJJR), conosciuto prima come Aeroporto di Kalandia ed poi come Aeroporto di Atarot, è un aeroporto civile, attualmente non in funzione, situato a 10 km a Nord della città di Gerusalemme, lungo la strada statale 60 in direzione di Ramallah, in Cisgiordania. La struttura è dotata di una pista in asfalto lunga 1965 m e larga 45 m, l'altitudine è di 757 m /2485 ft, l'orientamento della pista è RWY 12-30. L'aeroporto è stato chiuso nel 2001 durante gli scontri della Seconda intifada.

## Storia
L'aeroporto di Gerusalemme fu la prima pista aeroportuale ad essere costruita durante il Mandato britannico della Palestina. Nato come pista militare con il nome di Kalandia Airfield durante gli anni venti fu usato dalle autorità militari britanniche ed ospiti importanti diretti a Gerusalemme. Nel 1931 il governo del mandato decise di espropriare i terreni circostanti la pista per espandere il sedime aeroportuale in modo da poter realizzare le strutture necessarie per le attività destinate al traffico civile. I lavori di espansione durarono fino al 1936, anno in cui l'aeroporto fu aperto ai voli civili.
Con la fine del Mandato di Palestina e la guerra arabo-israeliana del 1948 l'aeroporto fu occupato dalle truppe della Legione araba ed entrò sotto il diretto controllo della Giordania. Nei primi anni cinquanta i giordani costruirono una nuova aerostazione passeggeri, chiamarono la struttura Aeroporto di Gerusalemme. ed avviarono i primi voli di linea. Le compagnie presenti fino al 1967 furono:
- Middle East Airlines (Beirut)
- Misr Air (Egyptair) (Cairo)
- Kuwait Airways (Madinat al-Kuwait)
- Royal Jordanian (Amman, Beirut, Cairo, Jeddah).[4]

Nel 1967 con la guerra dei sei giorni l'aeroporto fu danneggiato ed occupato dagli israeliani. Rimase chiuso fino al 1969, anno in cui gli israeliani cambiarono il nome in Aeroporto di Atarot e cominciarono ad operare dei voli nazionali. L'aeroporto è rimasto aperto al traffico aereo fino all'inizio della seconda intifada nel 2001. Nelle mappe presentate da Israele a Camp David nell'estate del 2000 l'aeroporto era stato incluso nell'area urbana di Gerusalemme, ma la proposta fu respinta dalla delegazione palestinese la quale lo intende destinare ad aeroporto nazionale dei palestinesi. Il politico israeliano Yossi Beilin ha proposto l'aeroporto venga usato congiuntamente da arabi ed ebrei citando l'esempio dell'aeroporto di Ginevra che viene usato regolarmente da svizzeri e francesi. Il 29 dicembre 2009 le autorità palestinesi hanno dichiarato che l'aeroporto di Gerusalemme farà parte del futuro Stato di Palestina.
A tutto il 2013, l'area aeroportuale ospita il campo profughi Qalandia, gestito dall'UNRWA, una agenzia delle Nazioni Unite.

## Codici ICAO
Visto che l'aeroporto è stato sotto il controllo di diversi paesi oggi l'aeroporto ha due codici ICAO. Il primo codice ad essere assegnato allo scalo nel 1948 fu OJJR perché risultava in territorio giordano mentre con l'occupazione di Israele il codice venne cambiato in LLJR. L'aeroporto non ha ancora un codice ICAO LV-- destinato agli scali palestinesi

## Galleria d'immagini

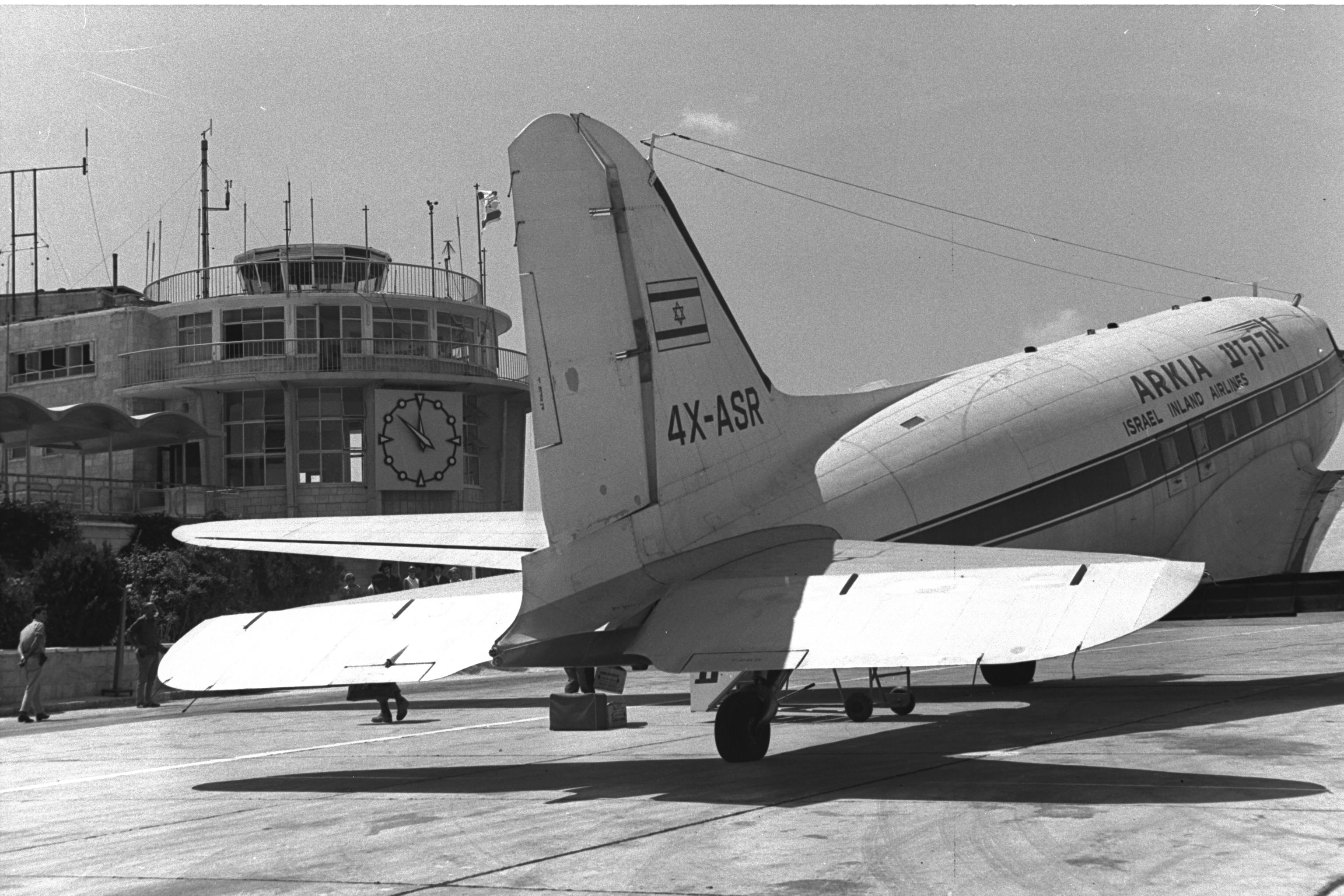
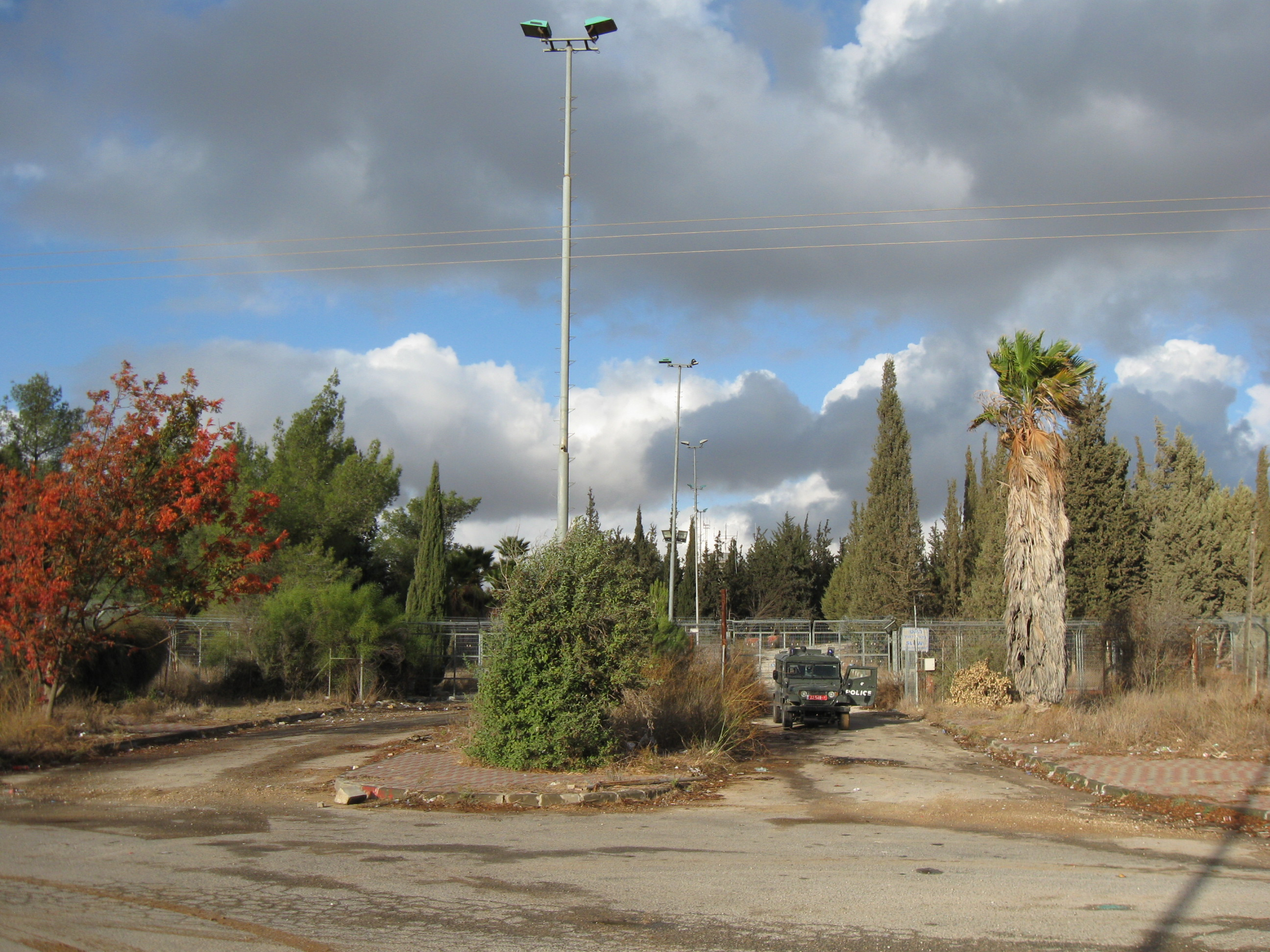